# Rallye Brasilien
Die Rallye Brasilien wurde insgesamt zweimal als Weltmeisterschaftslauf (WRC) in den Jahren 1981 und 1982 ausgetragen. Der Wettbewerb wurde jeweils in der Nähe von São Paulo, Brasilien gefahren, bei Santa Isabel. Zuvor wurde die Rallye bereits zweimal ohne WM-Status ausgetragen.
1981 gewann Ari Vatanen mit Beifahrer David Richards die Rallye in Südamerika mit einem Ford Escort RS1800. Der Vorsprung betrug über acht Minuten auf Guy Fréquelin mit Jean Todt auf dem Beifahrersitz. Michèle Mouton sicherte sich den Sieg 1982 mit einem Audi Quattro vor Walter Röhrl (Opel Ascona 400).

## Gesamtsieger
| Jahr  | Rallye              | Fahrer         | Beifahrer      | Auto               |
| ----- | ------------------- | -------------- | -------------- | ------------------ |
| 19791 | 1. Rallye do Brasil | Markku Alén    | Ilkka Kivimäki | Fiat 131 Abarth    |
| 19801 | 2. Rallye do Brasil | Arno Hees      | Andre          | Fiat 147           |
| 1981  | 3. Rallye do Brasil | Ari Vatanen    | David Richards | Ford Escort RS1800 |
| 1982  | 4. Rallye do Brasil | Michèle Mouton | Fabrizia Pons  | Audi Quattro       |

1 kein WM-Status